# Yoshinori Doi
Yoshinori Doi (土居 義典 Doi Yoshinori?), född 2 april 1972 i Tokushima prefektur, är en japansk före detta fotbollsspelare.
Doi började sin karriär 1995 i Otsuka Pharmaceutical. 1997 flyttade han till Kawasaki Frontale. Han gick tillbaka till Otsuka Pharmaceutical 2002. Han avslutade karriären 2002.